# Radzymin (gemeente)
De gemeente Radzymin is een stad- en landgemeente in het Poolse woiwodschap Mazovië, in powiat Wołomiński.
De zetel van de gemeente is in Radzymin.
Op 30 juni 2004 telde de gemeente 18 813 inwoners.

## Oppervlakte gegevens
In 2002 bedroeg de totale oppervlakte van gemeente Radzymin 130,93 km², waarvan:
- agrarisch gebied: 62%
- bossen: 23%

De gemeente beslaat 13,7% van de totale oppervlakte van de powiat.

## Demografie
Stand op 30 juni 2004:
| Omschrijving                   | Totaal | Totaal | Vrouwen | Vrouwen | Mannen | Mannen |
| ------------------------------ | ------ | ------ | ------- | ------- | ------ | ------ |
| eenheid                        | aantal | %      | aantal  | %       | aantal | %      |
| inwoners                       | 18 813 | 100    | 9550    | 50,8    | 9263   | 49,2   |
| bevolkingsdichtheid (inw./km²) | 143,7  | 143,7  | 72,9    | 72,9    | 70,7   | 70,7   |

In 2002 bedroeg het gemiddelde inkomen per inwoner 1283,09 zł.

## Administratieve plaatsen (Solectwo)
Arciechów, Borki, Cegielnia, Ciemne, Dybów-Kolonia, Emilianów, Łąki, Łosie, Mokre, Nadma, Nowe Załubice, Nowy Janków, Popielarze, Ruda, Rżyska, Sieraków, Słupno, Stare Załubice, Stary Dybów, Stary Janków, Wiktorów, Zawady, Zwierzyniec.

## Aangrenzende gemeenten
Dąbrówka, Klembów, Kobyłka, Marki, Nieporęt, Serock, Wołomin